# Vidy
Vidy est un quartier de la ville de Lausanne situé au bord du Léman, où se trouve le siège du Comité international olympique. Complètement réaménagé à la suite de l'exposition nationale de 1964, Vidy est aujourd'hui un important lieu de verdure, de loisirs et de détente pour les habitants de l’agglomération lausannoise.

## Géographie
Bien que Vidy ne soit pas un quartier au sens statistique et officiel du terme, ce site est couramment désigné comme tel par les Lausannois. Le quartier de Vidy correspond au secteur statistique du Bourget (405) et à une partie du secteur de Bellerive (506).
Le quartier de Vidy longe donc le bord du Léman d'est en ouest, depuis le minigolf de Vidy, jusqu'aux limites communales définies par le cours de la Chamberonne, sur un site particulièrement riche en espaces verts.

## Histoire

### Antiquité
L'histoire de Vidy commence au Ier siècle av. J.-C. avec l'édification du vicus romain de Lousonna. Ce site archéologique important, partiellement fouillé à maintes reprises depuis la fin du XIXe siècle, a livré de nombreux vestiges architecturaux attestant la présence d'un port, de divers édifices publics et de nombreuses habitations privées. Le site sert depuis 2013 de fouille-école à l'Université de Lausanne,.
La zone marécageuse de Vidy va ensuite être délaissée pendant plusieurs siècles au profit de la colline de la Cité, qui verra grandir la ville de Lausanne.

### Époque moderne

#### Le gibet de Lausanne

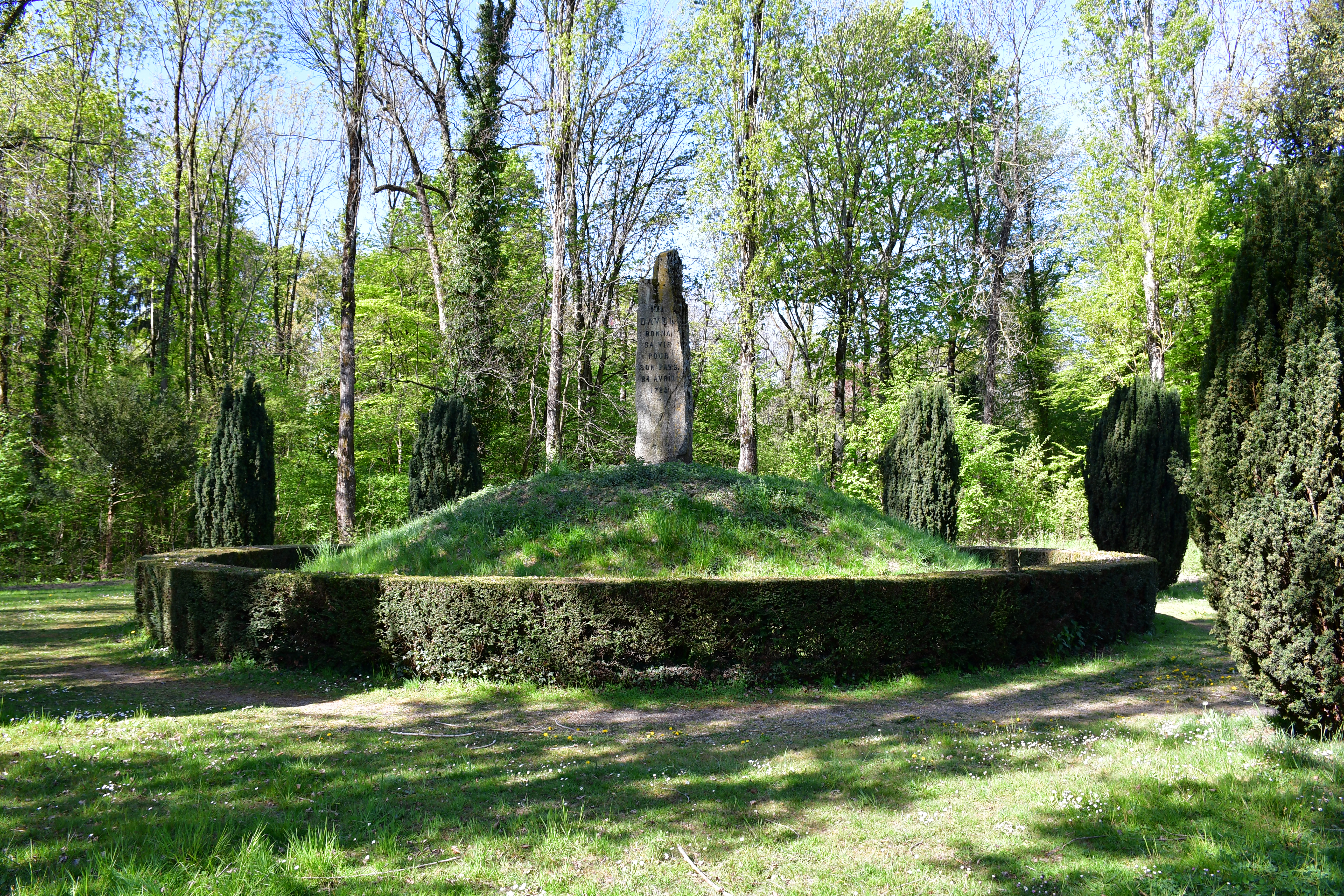
Mémorial à Abraham Davel, à l'endroit où il fut exécuté en 1723.

Sous l'Ancien Régime, le gibet de Lausanne se situait à Vidy. Le major Abraham Davel y a été décapité le 24 avril 1723. Un monument commémore sa mémoire sur ce site, qui a été fouillé en 1898 par l'archéologue Albert Naef. Les nombreux ossements de condamnés retrouvés à cette occasion ont été déposés provisoirement à la chapelle de la Maladière, puis sans doute réenterrés sous le monument élevé en 1899. Le site est maintenant englobé dans le grand ensemble du parc Louis-Bourget. Vidy a abrité le gibet et l'échafaud de Lausanne de 1544 jusqu'à l'abolition de la peine de mort dans le canton de Vaud en 1874. La dernière Vaudoise exécutée a Vidy fut l'incendiaire Marie Marguerite Durussel en automne 1818 et le dernier Vaudois fut Héli Freymond en 1868.

### Époque contemporaine
Au XIXe siècle, quelques projets de remblaiement du lac voient le jour. Mais c'est véritablement en 1959 que l'histoire s’accélère pour Vidy. Le site, choisi pour accueillir l'exposition nationale suisse de 1964, se voit doté d'un plan d'aménagement ambitieux : remblais de 200 000 m2, constructions de bâtiments, de routes et même d'un tronçon d'autoroute.
La fin de l'exposition nationale donne à Vidy son visage plus ou moins actuel. Le site est réaménagé en parcs et jardins, mais certains éléments de l'expo demeurent, comme le stade Pierre-de-Coubertin, le petit train, le camping ou le Théâtre de Vidy, dont la renommée est internationale.

## Loisirs
Le long d'une promenade adaptée pour les piétons et les vélos, dans le cadre du parc Louis-Bourget, on peut profiter de vastes espaces de gazon propices au sport, aux grillades et à la détente. Le bord du lac comprend plusieurs plages en partie ouvertes à la baignade et également quelques restaurants.
La forêt du parc Louis-Bourget, traversée par de petits chemins, abrite une réserve ornithologique.
Les « pyramides » de Vidy, vestiges de l'Exposition nationale suisse de 1964 subsistent encore au bord du lac.
Vidy possède également un camping situé à proximité des activités nautiques, un port de plaisance d'une contenance d'environ 800 bateaux, ainsi que de nombreuses infrastructures sportives.

## Patrimoine bâti
Les ruines romaines de Lousonna sont toujours visibles et libres d'accès aux visiteurs. Le musée romain de Lausanne-Vidy se trouve à proximité des ruines et complète la visite.

### Château de Vidy
Le château de Vidy (route de Vidy 11) figure déjà sur des plans cadastraux des années 1670-1675. Il passe pour avoir été une ancienne église qui, désaffectée et transformée, avait appartenu dès 1548 à François Merlingue, avant de revenir par alliance aux familles Coupin et Melotte. Cette origine religieuse semble confirmée en 1774 par la découverte d'ossements, provenant vraisemblablement d'un ancien cimetière.
On construit là une nouvelle grange avant 1723, puis le domaine, en 1760, tombe aux mains de Jean-Louis Loys, seigneur de Correvon, qui fait édifier le château actuel et aménager le parc. La reconstruction a lieu sous la supervision d'Étienne-Louis Loys de Middes, frère du propriétaire, avec l'aide de l'architecte Rodolphe de Crousaz, et peut être de celle de Gabriel Delagrange. Les travaux ont lieu entre 1771 et 1774, mais l'aménagement intérieur prend encore plusieurs années. En 1780, le sculpteur Jean-Baptiste Troy réalise des dessus-de-porte du grand salon, tandis qu'en 1786, le menuisier François Bocion travaille encore au plancher et aux boiseries de la chambre du maître. Enfin de petites cloches sont fondues par Dreffet, à Genève, en 1773, 1775 et 1783. Le bâtiment est restauré entre 1964 et 1965.
Cette propriété, délaissée par la famille de Loys en faveur du domaine de Dorigny Écublens, passe en 1918 en d'autres mains. Elle est acquise en 1960 par la Ville de Lausanne, qui y installe le Musée international olympique avant que celui-ci ne déménage dans le nouveau bâtiment du Musée olympique actuel, inauguré en 1993. Le château fait aujourd'hui partie du siège du Comité international olympique.